# اندی پاولو
اندرو پاولو (به انگلیسی: Andy Pavlo)، معروف به اندی پاولو ، دانشیار علوم رایانه در دانشگاه کارنگی ملون است. او تحقیقاتی را در مورد سیستم‌های مدیریت پایگاه داده انجام می‌دهد، به ویژه به سیستم های حافظه اصلی، معماری‌های خودران، سیستم‌های پردازش تراکنش‌ها و تجزیه و تحلیل داده‌های در مقیاس بزرگ علاقه‌مند است. پاولو همچنین یکی از بنیانگذاران و مدیر عامل اوترتون است، یک راه‌اندازی پایگاه داده که خدمات تنظیم خودکار پایگاه داده را ارائه می‌دهد.

## تحصیلات و حرفه
پاولو در بالتیمور به دنیا آمد و به دبیرستان ام‌تی. هبرون رفت.
پاولو در سال ۲۰۰۵ مدرک کارشناسی علوم کامپیوتر و در سال ۲۰۰۶ مدرک کارشناسی ارشد را از موسسه فناوری روچستر دریافت کرد. او سپس به دانشگاه براون رفت و دومین مدرک کارشناسی ارشد خود را در سال ۲۰۰۹ دریافت کرد. پاولو تحت نظارت استنلی زدونیک ، دکترای خود را در علوم رایانه از براون با پایان‌نامه خود در مورد اجرای تراکنش‌های مقیاس‌پذیر در سیستم‌های مدیریت پایگاه داده حافظه اصلی پارتیشن‌بندی شده دریافت کرد، که برنده جایزه پایان‌نامه دکترای جیم گری (SIGMOD) در سال ۲۰۱۴ شد.
پاولو در سال ۲۰۱۳ استادیار علوم رایانه در دانشگاه کارنگی ملون و در سال ۲۰۱۹ دانشیار شد. در مارس ۲۰۲۰، پاولو و دو دانشجوی دکترای خود دانا ون آکن و بوهان ژانگ، اوترتون را تأسیس کردند، شرکتی که بر بهینه‌سازی خودکار پایگاه‌های داده ابری تمرکز دارد. او علاوه بر استادی در دانشگاه کارنگی ملون، مدیر عامل شرکت نیز بوده است. اوترتون در مه ۲۰۲۱ راه‌اندازی شد و در سال ۲۰۲۲، ۱۲ میلیون دلار جمع آوری کرد و در سری A قرار گرفت.

## جوایز و تقدیرنامه‌ها
پاولو در سال ۲۰۱۸ بورسیه تحقیقاتی اسلون و در سال ۲۰۱۹ جایزه شغلی بنیاد ملی علوم را دریافت کرد. او همچنین از شرکت‌هایی مانند گوگل و فیسبوک کمک‌های مالی دریافت کرده است.
پاولو در سال ۲۰۱۴ جایزه پایان‌نامه دکتری SIGMOD جیم گری را برای پایان‌نامه دکترای خود در مورد اجرای تراکنش‌های مقیاس‌پذیر در سیستم‌های مدیریت پایگاه داده حافظه اصلی پارتیشن‌بندی شده برنده شد. دانشجویان دکترای او جوی آرولراج و هوانچن ژانگ این جایزه را به ترتیب در سال های ۲۰۱۹ و ۲۰۲۱ تحت نظارت وی دریافت کردند.